# Hilizamurugo
Hilizamurugo is een bestuurslaag in het regentschap Nias Selatan van de provincie Noord-Sumatra, Indonesië. Hilizamurugo telt 1044 inwoners (volkstelling 2010).